# Hans-Erik Philip
Hans-Erik Philip (født 25. januar 1943) er en dansk komponist der har skrevet musik til en række tv-serier og film.
Hans kendtest musik er nok musikken med et solo-bratsch-tema til Danmarks Radios tv-serie over Hans Kirks Fiskerne, hvis soundtrack er solgt i mere i 50.000 eksemplarer.
Foruden tv- og filmmusik har han komponeret værker til symfoniorkestre, blandt andet en fløjtekoncert.
Desuden har han undervist i musik på Den Danske Filmskole.
Blandt tv-serier Philip har skrevet musik til er Leif Panduros Smuglerne fra 1970 og Babels hus fra 1981.
Af film har han skrevet til Vinterbørn fra 1978, Ingeniör Andrées luftfärd fra 1982, Ofelia kommer til byen fra 1985 og Tøsepiger fra 1996.
Med Søren Melson og Mark Quint skrev og instruerede Philip filmen Det parallelle lig der havde premiere i 1982.
I 2011 udgav Philip albummet Blood Wedding baseret på Federico Garcia Lorcas' skuespil, hvor sopranen Simone Kermes sang støttet af Budapest Radiosymfoniorkester.
Med Budapest Symfoni Orkester udgav han i 2012 også albummet And Other dreams.